# Eleanor Caines
Eleanor Caines (Filadelfia, 1880 – Filadelfia, 2 giugno 1913) è stata un'attrice statunitense.

## Biografia
Iniziò la sua carriera cinematografica nel 1909. Alla Lubin Manufacturing Company lavorò spesso in coppia con Harry Myers, un attore specializzato in ruoli brillanti.
Sposata a Jack Le Faint, morì a soli 33 anni a Filadelfia, la sua città natale, il 2 giugno 1913 per un intervento chirurgico a cui venne sottoposta dopo un incidente.

## Filmografia
- Blissville the Beautiful (1909)
- Three Fingered Jack (1909)
- The Tattooed Arm (1910)
- Over the Wire
- Marriage in Haste
- Back to Boarding
- Indian Blood (1910)
- The Miner's Sweetheart
- A Veteran of the G.A.R.
- The New Boss of Bar X Ranch (1910)
- Red Eagle's Love Affair
- Faith Lost and Won
- The Adopted Daughter (1910)
- The Stronger Sex (1910)
- The Sheriff's Capture (1910)
- Liz's Career (1910)
- Art and the Legacy (1911)
- The Dream of a Moving Picture Director
- The Widow Casey's Return
- Just Pretending
- A Prize Package
- A Red Hot Courtship
- His Pair of Pants
- Felix at the Ball
- Once Was Enough
- A Guilty Conscience, regia di Jerold T. Hevener (1913)
- An Accidental Dentist
- Wild Man for a Day
- Mr. Jinks Buys a Dress
- Such an Appetite
- The Lost Identity
- One on Romance